# Piper humistratum
Piper humistratum är en pepparväxtart som beskrevs av Gorts & Kramer. Piper humistratum ingår i släktet Piper och familjen pepparväxter. Inga underarter finns listade i Catalogue of Life.